# Trường đua Constantinopolis

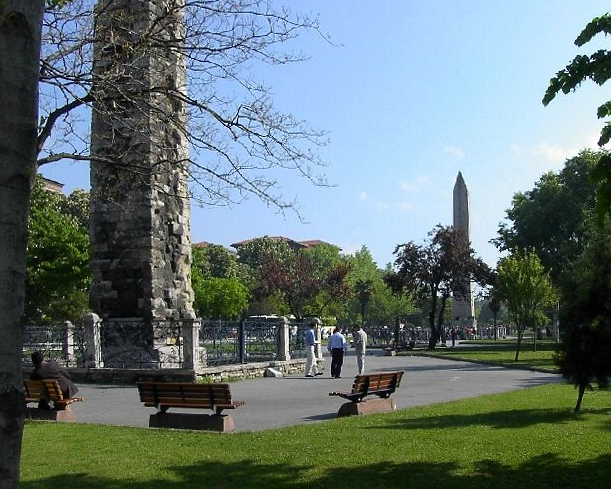
Hippodrome năm 2005, tháp Obelisk bằng gạch ở tiền cảnh và tháp Obelisk của Thutmose III ở hậu cảnh.

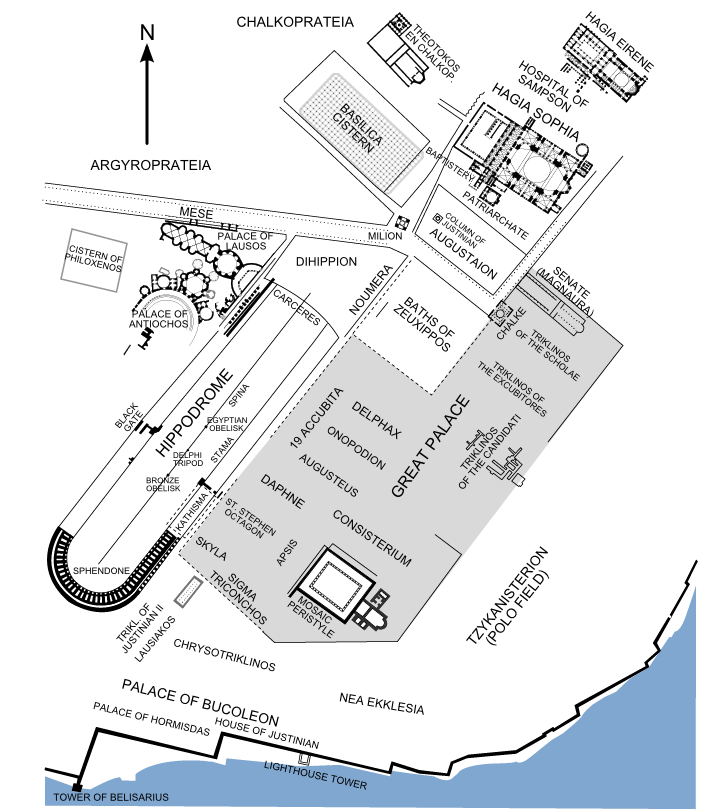
Vị trí của Hippodrome tại Constantinopolis

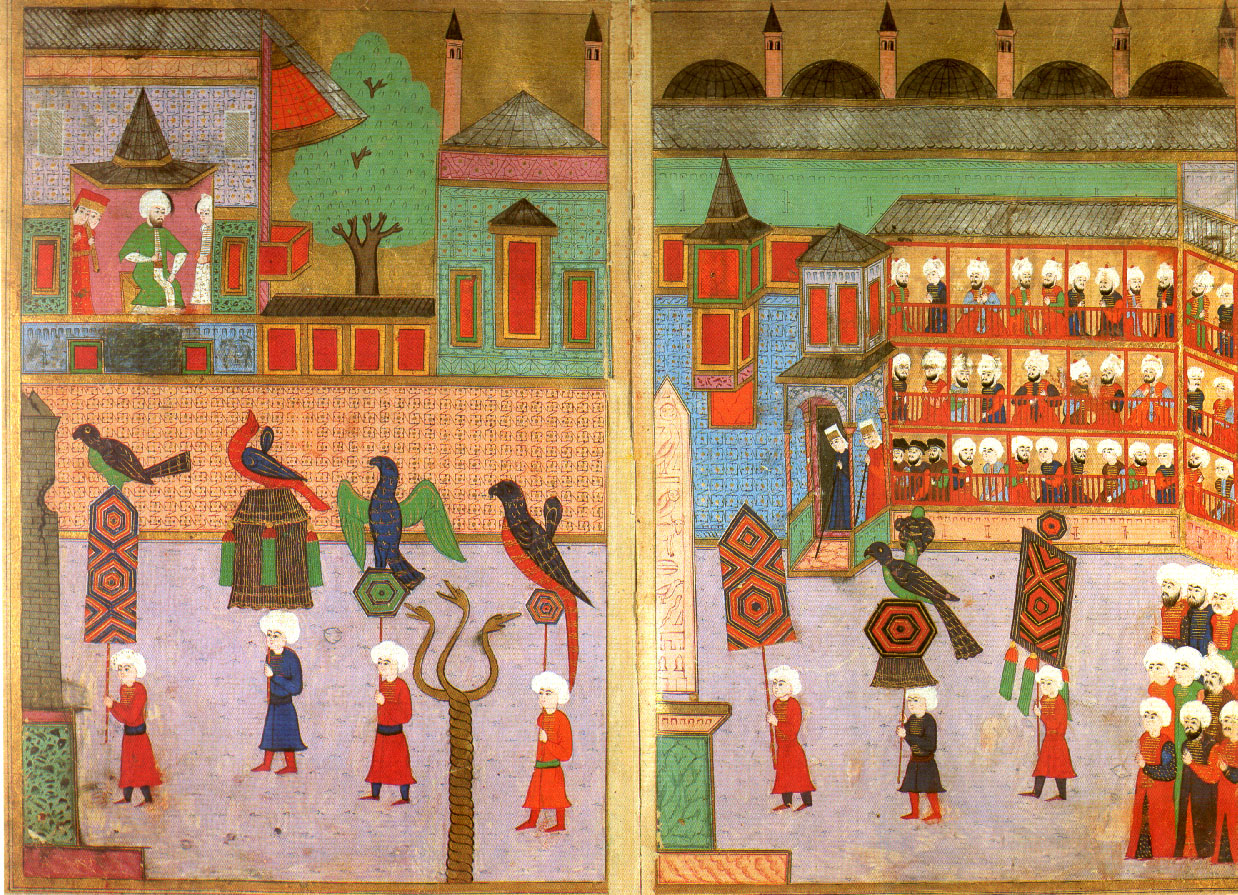
Đám rước của phường hội, tiểu họa Ottoman từ Surname-i Vehbi (1582).

Trường đua Contantinopolis hay còn gọi là Hippodrome (tiếng Hy Lạp: Ἱππόδρομος τῆς Κωνσταντινουπόλεως, Hippódromos tēs Kōnstantinoupóleōs) là một trường đua xe ngựa, là trung tâm sinh hoạt xã hội, thể thao, giải trí ở kinh đô Constantinopolis của Đế quốc Đông La Mã. Ngày nay, nó là một quảng trường được đặt tên là Sultanahmet Meydanı (Quảng trường Vua Ahmet) ở thành phố Istanbul của Thổ Nhĩ Kỳ, cùng với nhiều mẫu vật còn sót lại của công trình ban đầu.

## Lịch sử
Mặc dù khi nói đến Hippodrome, người ta thường liên kết nó đến những ngày vinh quang của Constantinopolis khi nó là kinh đô của đế quốc, nhưng nó đã xuất hiện trước đó. Hippodrome đầu tiên được xây dựng khi thành phố còn được gọi là Bysantium, và còn là một thị trấn cấp tỉnh có tầm quan trọng vừa phải. Vào năm 203, Hoàng đế Septimius Severus khi xây dựng lại thành phố và mở rộng tường thành đã cho xây dựng thêm cho nó một hippodrome, một đấu trường cho các cuộc đua xe ngựa cũng như vui chơi giải trí khác.
Năm 324, hoàng đế Constantinus Đại Đế quyết định thiên đô từ Roma sang Byzantium và đổi tên nó thành Nova Roma (Tân La Mã). Tên gọi này không gây ấn tượng cho lắm nên thành phố đã nhanh chóng trở thành Konstantinoupolis (Constantinople), tức thành phố của Constantinus. Constantinus khi cho mở rộng thành phố đã cam kết là sẽ xây mới Hippodrome. Người ta ước tính rằng Hippodrome của Constantinus dài khoảng 450 m (1.476 ft) và rộng 130 m (427 ft). Những khán đài của nó có khả năng chứa tới 100.000 khán giả.
Đường đua ngựa tại Hippodrome có hình chữ U và phòng Kathisma (phòng lô của hoàng đế) nằm ở cuối phía đông của đường đua. Kathisma được liên kết trực tiếp với Đại Cung điện thông qua một hành lang mà chỉ có hoàng đế hoặc các thành viên khác trong hoàng tộc có thể sử dụng. Ô ngựa của Hippodrome, được trang trí bằng bốn bức tượng ngựa bằng đồng mạ vàng trên đỉnh, nằm ở phía bắc. Sphendone (kiến trúc cong của cấu trúc hình chữ U, phần dưới của nó vẫn còn tồn tại đến ngày nay) nằm ở phía nam. Bộ tứ mã mạ vàng này, ngày nay được gọi là Ngựa của Thánh Máccô, có gốc gác Hy Lạp hoặc La Mã nhưng chưa bao giờ được xác định chính xác, đã bị cướp đi trong cuộc thập tự chinh thứ tư diễn ra năm 1204 và được đặt tại mặt tiền của Vương cung thánh đường Thánh Máccô ở Venezia. Trường đua còn được trang hoàng bởi nhiều tuyệt tác bằng đồng khác, phần lớn chúng đều nằm trên Euripos (tiếng Latin: spina, có nghĩa là đường phân cách giữa sân): Nội dụng của các tác phẩm này không chỉ là các con ngựa hay tay đua nổi tiếng mà còn những khung cảnh trong thần thoại khác nhau và một bức tượng Herakles đả Sư tử. Chỉ một trong số chúng còn tồn tại đến ngày nay, một cột đồng có ba đầu rắn, vốn được đúc để tưởng niệm các tử sĩ Hy Lạp trong đại thắng tại Plataea trước đại quân Ba Tư, đã được đưa về Constantinopolis từ Delphi.
Dưới thời Đông La Mã, Hippodrome là một trung tâm văn hóa, xã hội của thành phố. Số tiền lớn được bỏ ra trong các vụ cá cược đua ngựa và ban đầu 4 câu lạc bộ Xanh lam (venetoi), Xanh lục (prasinoi), Đỏ (rousioi) và Trắng (leukoi), mỗi đội được tài trợ và hỗ trợ bởi các đảng phái chính trị (Deme) trong thượng viện Đông La Mã tham dự. Tuy vậy, theo thời gian, hai câu lạc bộ Đỏ và Trắng dần dần bị yếu đi và nhập vào đội Xanh lam và Xanh lục.
Tổng cộng có đến tám chiếc xe ngựa (hai chiếc xe ngựa mỗi đội), mỗi xe có bốn con ngựa, cạnh tranh trên sân đua của Hippodrome. Những cuộc đua này không phải chỉ là các sự kiện thể thao đơn giản, mà cũng tạo ra một số trong những dịp hiếm hoi để Hoàng đế và các thường dân có thể đến với nhau tại một địa điểm duy nhất. Các cuộc thảo luận chính trị thường được thực hiện tại Hippodrome, nơi có thể được trực tiếp truy cập bởi Hoàng đế thông qua một đoạn nối Kathisma (Loge của Hoàng đế ở khán đài phía đông) với cung điện Constantinople.
Sự kình địch giữa hai đội còn lại và các fan của họ thường bị trộn lẫn với sự ganh đua chính trị và tôn giáo, đôi khi dẫn đến bạo động hoặc thậm chí là nội chiến bùng ra trong thành phố giữa họ với nhau. Sự cố nghiêm trọng nhất xảy ra là cuộc bạo loạn Nika năm 532. Trong cuộc bạo loạn này, các khán giả đã la hét ầm ĩ phản đối hoàng đế Justinianus I (527-565) và sau đó các nghị viên tôn một vị hoàng đế khác lên ngôi. Tuy nhiên, quân đội trung thành dưới sự chỉ huy của Belisarius cuối cùng đã dập tắt cuộc nổi loạn. Cuộc bạo loạn này đã khiến 30.000 người thiệt mạng  và hàng loạt công trình quan trọng, như nhà thờ Hagia Sophia thứ hai, bị lửa cháy. Nhà thờ Hagia Sophia hiện nay (là nhà thờ thứ 3) được Justinianus cho xây dựng lại sau cuộc bạo loạn Nika.
Constantinopolis không bao giờ có thể khôi phục sau cuộc Thập tự chinh thứ tư cho dù Đế quốc Đông La Mã/Byzantine còn tồn tại đến năm 1453. Trong thời điểm này, Hippodrome đã trở thành đống đổ nát. Những người Thổ Ottoman, những người đã chiếm thành phố năm 1453 và biến nó trở thành kinh đô của Đế quốc Ottoman, không hứng thú với những cuộc đua xe ngựa cho lắm và Hippodrome đã dần dần rơi vào lãng quên, dù khu vực bị để trống và không bị xây dựng đè lên.
Hippodrome đã được sử dụng cho những dịp như lễ cắt bao quy đầu của các hoàng tử của Sultan Ahmed III. Trong các bức tiểu họa Ottoman, Hippodrome được thể hiện với khán đài cũng như các công trình ở giữa sân vẫn còn nguyên vẹn.